# Campeonato Amazonense 2022
El Campeonato Amazonense de Fútbol 2022 fue la 107.ª edición de la primera división de fútbol del estado de Amazonas. El torneo fue organizado por la Federação Amazonense de Futebol (FAF). El torneo comenzó el 26 de enero y finalizó el 2 de abril.
Manaus se consagró campeón por quinta vez del Campeonato Amazonense tras vencer en partidos de ida y vuelta de la final al Princesa do Solimões.

## Sistema de juego
Al no haber descensos en la temporada 2021, a los nueve equipos participantes de la temporada anterior se les suman Fast Clube (quienes decidieron no participar la temporada pasada debido a problemas económicos) y dos equipos provenientes del ascenso, haciendo así doce equipos en total.

### Primera fase
Los 12 equipos se enfrentan en modalidad de todos contra todos a una sola rueda. Culminadas las once fechas, los ocho primeros puestos acceden a los cuartos de final, mientras que los últimos cuatro descenderán a Segunda División.

### Segunda fase
- Cuartos de final: Los enfrentamientos se emparejan con respecto al puntaje de la primera fase, de la siguiente forma:
  - 1.º vs. 8.º
  - 2.º vs. 7.º
  - 3.º vs. 6.º
  - 4.º vs. 5.º

- Semifinales: Los enfrentamientos de las semifinales se jugarán de la siguiente forma:
  - (1.º vs. 8.º) vs. (4.º vs. 5.º)
  - (2.º vs. 7.º) vs. (3.º vs. 6.º)

- Final: Los dos ganadores de las semifinales disputan la final.

- Nota 1: Todas las llaves de segunda fase se juegan en partidos de ida y vuelta, comenzando la llave como local el equipo con menor puntaje acumulado hasta el momento del enfrentamiento.
- Nota 2: En caso de empate en puntos y diferencia de goles en cualquier llave, será ganador el equipo con mayor puntaje en la primera fase. No se consideran los goles de visita.

### Tabla final
La tabla de posiciones final se basa en el puntaje acumulado por los clubes en la primera y en la segunda fase, sirviendo para definir los cupos a los distintos torneos nacionales y regionales. Al campeón se le asignará la primera posición, al subcampeón la segunda posición, a los eliminados en semifinales se les asignará el tercer y cuarto puesto (ordenándoseles según su puntaje acumulado) y del quinto al duodécimo lugar se les asignará a los equipos eliminados en cuartos de final y en primera fase, ordenándoseles según su puntaje hecho en la primera fase.

### Clasificaciones
- Copa de Brasil 2023: Clasifican los dos finalistas del campeonato.
- Copa Verde 2023: Clasifican los dos finalistas del campeonato.
- Serie D 2023: Clasifican los dos mejores equipos de la tabla acumulada que no disputen la Serie A, Serie B o Serie C en la temporada 2022 o la Serie C en 2023.

## Equipos participantes
| Equipo               | Ciudad      | Estadio                 | Capacidad | Posición 2021      | Títulos (último) |
| -------------------- | ----------- | ----------------------- | --------- | ------------------ | ---------------- |
| Amazonas             | Manaus      | Arena da Amazônia       | 44 000    | 3.º                | 0                |
| Clipper              | Manaus      | Colina                  | 10 000    | 6.º                | 0                |
| Fast Clube           | Manaus      | Carlos Zamith           | 5000      | No disputó         | 7 (2016)         |
| Iranduba             | Iranduba    | Tenente Álvaro Maranhão | 2000      | 9.º                | 0                |
| JC                   | Itacoatiara | Floro de Mendonça       | 5000      | 8.º                | 0                |
| Manauara             | Manaus      | Colina                  | 10 000    | 1.º (2.ª división) | 0                |
| Manaus               | Manaus      | Arena da Amazônia       | 44 000    | Campeón            | 4 (2021)         |
| Nacional             | Manaus      | Arena da Amazônia       | 44 000    | 5.º                | 43 (2015)        |
| Operário             | Manacapuru  | Gilbertão               | 8000      | 2.º (2.ª división) | 0                |
| Penarol              | Itacoatiara | Floro de Mendonça       | 5000      | 7.º                | 3 (2020)         |
| Princesa do Solimões | Manacapuru  | Gilbertão               | 8000      | 4.º                | 1 (2013)         |
| São Raimundo         | Manaus      | Colina                  | 10 000    | 2.º                | 7 (2006)         |

| Crecimiento | Equipos provenientes de la Segunda División Amazonense 2021. |

## Primera fase

### Tabla de posiciones
| Pos. | Equipo               | Pts. | PJ | G | E | P | GF | GC | Dif. | Clasificación          |
| ---- | -------------------- | ---- | -- | - | - | - | -- | -- | ---- | ---------------------- |
| 1    | Princesa do Solimões | 25   | 11 | 7 | 4 | 0 | 27 | 5  | +22  | Fase final.            |
| 2    | Nacional             | 23   | 11 | 7 | 2 | 2 | 21 | 5  | +16  | Fase final.            |
| 3    | Manaus               | 22   | 11 | 6 | 4 | 1 | 27 | 9  | +18  | Fase final.            |
| 4    | Fast Clube           | 20   | 11 | 5 | 5 | 1 | 18 | 7  | +11  | Fase final.            |
| 5    | Amazonas             | 18   | 11 | 5 | 3 | 3 | 17 | 8  | +9   | Fase final.            |
| 6    | Manauara             | 18   | 11 | 5 | 3 | 3 | 15 | 11 | +4   | Fase final.            |
| 7    | Iranduba             | 17   | 11 | 4 | 5 | 2 | 15 | 9  | +6   | Fase final.            |
| 8    | Operário             | 14   | 11 | 4 | 2 | 5 | 10 | 11 | −1   | Fase final.            |
| 9    | São Raimundo         | 10   | 11 | 3 | 1 | 7 | 23 | 16 | +7   | Descenso de categoría. |
| 10   | Clipper              | 7    | 11 | 2 | 1 | 8 | 13 | 43 | −30  | Descenso de categoría. |
| 11   | Penarol              | 5    | 11 | 1 | 2 | 8 | 5  | 27 | −22  | Descenso de categoría. |
| 12   | JC                   | 2    | 11 | 0 | 2 | 9 | 4  | 44 | −40  | Descenso de categoría. |

 Fuente: FAF
Criterios de clasificación: 1) Puntos; 2) Partidos ganados; 3) Diferencia de gol; 4) Goles anotados; 5) Enfrentamiento directo entre los equipos en cuestión; 6) Sorteo.

### Resultados
| Local \ Visitante    | AMA | CLI | FAS | IRA | JCF | MNR | MAN | NAC | OPE | PEN | PRI | SAO |
| -------------------- | --- | --- | --- | --- | --- | --- | --- | --- | --- | --- | --- | --- |
| Amazonas             | —   | 2–1 | 1–1 | —   | 7–0 | 1–1 | 1–1 | —   | —   | —   | 0–1 | —   |
| Clipper              | —   | —   | 0–6 | 1–1 | —   | —   | —   | —   | 1–2 | 2–1 | 0–7 | 1–6 |
| Fast Clube           | —   | —   | —   | 1–1 | 2–0 | 0–0 | —   | —   | 2–0 | 1–1 | —   | —   |
| Iranduba             | 0–1 | —   | —   | —   | —   | 2–1 | 1–1 | 1–0 | —   | 5–0 | —   | —   |
| JC                   | —   | 0–5 | —   | 2–2 | —   | —   | —   | —   | 0–2 | —   | 1–9 | 0–7 |
| Manauara             | —   | 3–0 | —   | —   | 1–0 | —   | —   | —   | 2–1 | —   | 0–0 | 4–1 |
| Manaus               | —   | 6–1 | 1–0 | —   | 6–0 | 4–0 | —   | —   | —   | —   | 2–2 | 2–1 |
| Nacional             | 2–1 | 9–1 | 1–2 | —   | 2–0 | 2–0 | 3–0 | —   | —   | —   | —   | —   |
| Operário             | 0–1 | —   | —   | 0–0 | —   | —   | 0–0 | 0–1 | —   | 4–1 | —   | —   |
| Penarol              | 1–0 | —   | —   | —   | 1–1 | 0–3 | 0–4 | 0–1 | —   | —   | —   | —   |
| Princesa do Solimões | —   | —   | 1–1 | 1–0 | —   | —   | —   | 0–0 | 3–0 | 1–0 | —   | 2–1 |
| São Raimundo         | 0–2 | —   | 1–2 | 1–2 | —   | —   | —   | 0–0 | 0–1 | 5–0 | —   | —   |

## Fase final

#### Cuadro de desarrollo
|  | Cuartos de final  | Cuartos de final     | Cuartos de final  | Cuartos de final  | Cuartos de final  |   |   | Semifinales          | Semifinales       | Semifinales       | Semifinales       | Semifinales       |  |   | Final                    | Final                    | Final                    | Final                    | Final                    |  |
|  | 12 al 20 de marzo | 12 al 20 de marzo    | 12 al 20 de marzo | 12 al 20 de marzo | 12 al 20 de marzo |   |   | 23 al 27 de marzo    | 23 al 27 de marzo | 23 al 27 de marzo | 23 al 27 de marzo | 23 al 27 de marzo |  |   | 30 de marzo y 2 de abril | 30 de marzo y 2 de abril | 30 de marzo y 2 de abril | 30 de marzo y 2 de abril | 30 de marzo y 2 de abril |  |
|  |                   |                      |                   |                   |                   |   |   |                      |                   |                   |                   |                   |  |   |                          |                          |                          |                          |                          |  |
|  |                   |                      |                   |                   |                   |   |   |                      |                   |                   |                   |                   |  |   |                          |                          |                          |                          |                          |  |
|  | 1                 | Princesa do Solimões | 1                 | 1                 | 2                 |   |   |                      |                   |                   |                   |                   |  |   |                          |                          |                          |                          |                          |  |
|  | 1                 | Princesa do Solimões | 1                 | 1                 | 2                 |   |   |                      |                   |                   |                   |                   |  |   |                          |                          |                          |                          |                          |  |
|  | 8                 | Operário             | 1                 | 1                 | 2                 |   |   |                      |                   |                   |                   |                   |  |   |                          |                          |                          |                          |                          |  |
|  | 8                 | Operário             | 1                 | 1                 | 2                 |   | 1 | Princesa do Solimões | 1                 | 2                 | 3                 |                   |  |   |                          |                          |                          |                          |                          |  |
|  |                   |                      |                   |                   |                   |   | 1 | Princesa do Solimões | 1                 | 2                 | 3                 |                   |  |   |                          |                          |                          |                          |                          |  |
|  |                   |                      | 4                 | Fast Clube        | 2                 | 0 | 2 |                      |                   |                   |                   |                   |  |   |                          |                          |                          |                          |                          |  |
|  | 4                 | Fast Clube           | 4                 | Fast Clube        | 2                 | 0 | 2 | 0                    | 2                 | 2                 |                   |                   |  |   |                          |                          |                          |                          |                          |  |
|  | 4                 | Fast Clube           |                   |                   |                   |   |   |                      |                   | 2                 |                   |                   |  |   |                          |                          |                          |                          |                          |  |
|  | 5                 | Amazonas             | 1                 | 0                 | 1                 |   |   |                      |                   |                   |                   |                   |  |   |                          |                          |                          |                          |                          |  |
|  | 5                 | Amazonas             | 1                 | 0                 | 1                 |   |   |                      |                   |                   |                   |                   |  | 1 | Princesa do Solimões     | 1                        | 1                        | 2                        |                          |  |
|  |                   |                      |                   |                   |                   |   |   |                      |                   |                   |                   |                   |  | 1 | Princesa do Solimões     | 1                        | 1                        | 2                        |                          |  |
|  |                   |                      | 3                 | Manaus            | 2                 | 2 | 4 |                      |                   |                   |                   |                   |  |   |                          |                          |                          |                          |                          |  |
|  | 2                 | Nacional             | 3                 | Manaus            | 2                 | 2 | 4 | 2                    | 2                 | 4                 |                   |                   |  |   |                          |                          |                          |                          |                          |  |
|  | 2                 | Nacional             |                   |                   |                   |   |   |                      |                   | 4                 |                   |                   |  |   |                          |                          |                          |                          |                          |  |
|  | 7                 | Iranduba             | 1                 | 0                 | 1                 |   |   |                      |                   |                   |                   |                   |  |   |                          |                          |                          |                          |                          |  |
|  | 7                 | Iranduba             | 1                 | 0                 | 1                 |   | 2 | Nacional             | 0                 | 2                 | 2                 |                   |  |   |                          |                          |                          |                          |                          |  |
|  |                   |                      |                   |                   |                   |   | 2 | Nacional             | 0                 | 2                 | 2                 |                   |  |   |                          |                          |                          |                          |                          |  |
|  |                   |                      | 3                 | Manaus            | 1                 | 2 | 3 |                      |                   |                   |                   |                   |  |   |                          |                          |                          |                          |                          |  |
|  | 3                 | Manaus               | 3                 | Manaus            | 1                 | 2 | 3 | 1                    | 1                 | 2                 |                   |                   |  |   |                          |                          |                          |                          |                          |  |
|  | 3                 | Manaus               |                   |                   |                   |   |   |                      |                   | 2                 |                   |                   |  |   |                          |                          |                          |                          |                          |  |
|  | 6                 | Manauara             | 1                 | 1                 | 2                 |   |   |                      |                   |                   |                   |                   |  |   |                          |                          |                          |                          |                          |  |
|  | 6                 | Manauara             | 1                 | 1                 | 2                 |   |   |                      |                   |                   |                   |                   |  |   |                          |                          |                          |                          |                          |  |
|  |                   |                      |                   |                   |                   |   |   |                      |                   |                   |                   |                   |  |   |                          |                          |                          |                          |                          |  |

Nota: El equipo que ocupa la primera línea es el que define la serie como local.
| Bandera del estado de Amazonas |
| Campeón                        |
| Manaus 5.to título             |

## Clasificación final
| Pos. | Equipo               | Pts. | PJ | G | E | P | GF | GC | Dif. | Clasificación                                        |
| ---- | -------------------- | ---- | -- | - | - | - | -- | -- | ---- | ---------------------------------------------------- |
| 1.°  | Manaus (C)           | 34   | 17 | 9 | 7 | 1 | 36 | 15 | +21  | Copa de Brasil 2023 y Copa Verde 2023.               |
| 2.°  | Princesa do Solimões | 30   | 17 | 8 | 6 | 3 | 34 | 13 | +21  | Copa de Brasil 2023, Copa Verde 2023 y Serie D 2023. |
| 3.°  | Nacional             | 30   | 15 | 9 | 3 | 3 | 27 | 9  | +18  | Serie D 2023.                                        |
| 4.°  | Fast Clube           | 26   | 15 | 7 | 5 | 3 | 22 | 11 | +11  |                                                      |
| 5.°  | Amazonas             | 21   | 13 | 6 | 3 | 4 | 18 | 10 | +8   |                                                      |
| 6.°  | Manauara             | 20   | 13 | 5 | 5 | 3 | 17 | 13 | +4   |                                                      |
| 7.°  | Iranduba             | 17   | 13 | 4 | 5 | 4 | 16 | 13 | +3   |                                                      |
| 8.°  | Operário             | 16   | 13 | 4 | 4 | 5 | 12 | 13 | −1   |                                                      |
| 9.°  | São Raimundo         | 10   | 11 | 3 | 1 | 7 | 23 | 16 | +7   | Segunda División 2023.                               |
| 10.° | Clipper              | 7    | 11 | 2 | 1 | 8 | 13 | 43 | −30  | Segunda División 2023.                               |
| 11.° | Penarol              | 5    | 11 | 1 | 2 | 8 | 5  | 27 | −22  | Segunda División 2023.                               |
| 12.° | JC                   | 2    | 11 | 0 | 2 | 9 | 4  | 44 | −40  | Segunda División 2023.                               |

Reglas de clasificación: 1) Puntos; 2) Partidos ganados; 3) Diferencia de gol; 4) Goles anotados; 5) Enfrentamiento directo entre los equipos en cuestión; 6) Sorteo.

Nota 1: A los equipos del quinto al octavo lugar (eliminados en cuartos de final) se les ordenó según su clasificación en la primera fase, esto según las reglas del torneo.

Nota 2: Uno de los cupos de clasificación para la Serie D 2023 pasó a manos de Nacional, debido a que Manaus disputó la Serie C en 2022.